# Notiocharis mangrophila
Notiocharis mangrophila és una espècie d'insecte dípter pertanyent a la família dels psicòdids que es troba a Austràlia: Nova Gal·les del Sud.